# Сви на море
Сви на море је југословенски и српски филм, снимљен 1952. године у режији Саве Поповића.

## Радња
Морска обала је лети стециште људи разних доба и професија. Представник старије генерације, Чика Паја, и двоје млади, Зорица и Мирко, доживљавају многе згоде, у складу са жељама и могућностима својих година.

## Улоге
| Глумац               | Улога                       |
| -------------------- | --------------------------- |
| Милан Ајваз          | Чика Паја                   |
| Милена Дапчевић      | Зорица                      |
| Љубомир Дидић        | Иве                         |
| Дејан Дубајић        | Директор хотела             |
| Блаженка Каталинић   | Алиса Настасијевић          |
| Милан Пузић          | Мирко                       |
| Александар Стојковић | Гост у хотелу               |
| Радисав Радојковић   |                             |
| Јожа Рутић           | Професор музике             |
| Станко Буханац       | Инспицијент                 |
| Михајло Фаркић       | Драган, певач               |
| Борислав Глигоровић  |                             |
| Душан Кандић         | Музичар, на усној хармоници |
| Божидар Милетић      |                             |

Комплетна филмска екипа  ▼
| Редитељ              | Сава Поповић         |                                   |
| Сценариста           | Светозар Павловић    |                                   |
| Сценариста           | Мирослав Суботички   |                                   |
| Композитор           | Бојан Адамич         |                                   |
| Директор фотографије | Михаило Матић        |                                   |
| Монтажер             | Милада Рајшић — Леви |                                   |
| Сценограф            | Зоран Зорчић         |                                   |
| Уметнички директор   | Драгољуб Лазаревић   |                                   |
| Уметнички директор   | Милан Тодоровић      | (као Миливоје Тодоровић)          |
| Костимограф          | Милица Бабић Андрић  | (као Милица Бабић—Јовановић)      |
| Менаџер продукције   | Никола Курилић       | директор филма                    |
| Менаџер продукције   | Миленко Станковић    | организатор                       |
| Помоћник режије      | Стојан Ћулибрк       | помоћник редитеља                 |
| Помоћник режије      | Светислав Павловић   | помоћник редитеља                 |
| Помоћник режије      | Мирослав Суботички   | помоћник редитеља                 |
| Одсек за звук        | Драган Гроздановић   | асистент тонског сниматеља        |
| Одсек за звук        | Миодраг Недић        | тон мајстор                       |
| Одсек за звук        | Радивој Вујић        | тон мајстор                       |
| Одсек за звук        | Иван Закић           | асистент тонског сниматеља        |
| Одсек за костим      | Славко Јамбрежић     | костимсликар                      |
| Одсек за костим      | Борка Субарановић    | гардероба                         |
| Музички одсек        | Јелена Вајс          | кореографија                      |
| Остала екипа         | Нада Недељковић      | секретар режије (као Нада Пантић) |